# Synoniem (taalkunde)
Een synoniem of evenwoord van een bepaald woord in een taal is een ander woord in dezelfde taal met min of meer dezelfde betekenis. Dit verschijnsel wordt synonymie genoemd.
Voorbeelden van (gedeeltelijke) synoniemen in het Nederlands zijn:
- portemonnee – beurs
- auto – wagen
- douche – stortbad
- duimspijker – punaise
- danken – wijten (Het gebruik van de uitdrukking "te danken hebben aan" in negatieve zin is omstreden.)

Het doel van een thesaurus is het beschikbaar stellen van een lijst met gelijkaardige of verwante woorden. Vaak, maar niet altijd, zijn dit synoniemen.

## Herkomst en 'betekenisscheiding'
Oorspronkelijk heeft elk woord zijn eigen specifieke betekenis. Synoniemen ontstaan dan ook in eerste instantie volledig los van elkaar. Ze kunnen vervolgens in het algemene taalgebruik in vergelijkbare contexten voorkomen, en zodoende uitwisselbaar worden. In de evolutie van het taalgebruik kunnen vervolgens beide synoniemen ongeveer even gangbaar blijven, of het ene synoniem kan het tegen het andere afleggen. Dit laatste komt het vaakst voor aangezien volledige synoniemen in een taal strikt genomen overbodig zijn.
Synoniemen komen vaak voort uit contact tussen en het mengen van volksgroepen of talen (via leenwoorden). Oudere leenwoorden worden in de regel door nieuwe verdrongen. Zo worden in het Nederlands leenwoorden uit de oude lingua franca, het Frans, tegenwoordig bij voorkeur vervangen door leenwoorden uit de nieuwe lingua franca, het Engels. Evenzo heeft het Engels sinds de 11e eeuw veel woorden aan het Frans ontleend, oorspronkelijk als synoniemen van reeds bestaande woorden - bijvoorbeeld veal en mutton voor "kalf" en "schaap" naast de oorspronkelijke Engelse woorden calf en sheep - waarna de woorden in het Engels een iets andere betekenis hebben gekregen.

## Gebruik
Synonieme woorden,  zinnen en uitdrukkingen zijn niet zonder meer uitwisselbaar in dezelfde context. Hoewel ze dus min of meer dezelfde denotatie hebben, kunnen de connotaties onderling sterk verschillen. Bovendien is het gebruik van een bepaald woord vaak aan een bepaalde schrijfstijl gebonden. Doorgaans domineert een van de synoniemen in het idioom van een taal of een regio binnen een taalgebied. In de loop der tijden kunnen zich hierin echter verschuivingen voordoen, en hierdoor ontstaat een verschil in beleving. Wie bijvoorbeeld zegt dat hij "een stortbad heeft genomen" in plaats van dat hij "een douche heeft genomen", kan voor pretentieus worden versleten.
Afhankelijk van het taalgevoel en de ontwikkeling ervaren mensen bepaalde synoniemen dus al dan niet als geheel identiek qua betekenis. Bepaalde lexicografen zijn om deze reden van mening dat geen enkel synoniem exact dezelfde betekenis heeft als een ander woord (bekeken in de context van sociale lagen en hun taalgebruik), omdat etymologie, orthografie, fonetiek, ambiguïteiten, connotatie enzovoort ze uniek maken. Maar omwille van praktische doeleinden gaan veel mensen ze toch door elkaar gebruiken.
De oorspronkelijke reden voor het verschil in betekenis raakt na lange tijd vaak vergeten. Zo gaan volkeren zich vaak geheel identificeren en benoemen met de namen die historisch aan eerder levende volken werden gegeven, ook al is er slechts geringe of twijfelachtige verwantschap aantoonbaar.
Synoniemen zijn ook een bron voor eufemismen.